# Тана Френч
Тана Френч (англ. Tana French, нар. 10 травня 1973, Берлінгтон, США) — ірландська письменниця та акторка театру. Перший її роман «У лісовій гущавині» отримав кілька нагород з-поміж є премія Едгара Алана По.

## Біографія
Тана Френч народилася 10 травня 1973 року в сім'ї Елени Хвостофф-Ломбарді та Девіда Френча в Берлінгтоні, штат Вермонт, США. У дитинстві жила в багатьох країнах, з-поміж яких: Ірландія, Італія та Малаві. Її батько був економістом, який працював у галузі керування ресурсами країн, які розвиваються, тому сім'я жила серед багатьох культур. Френч вивчала акторську майстерність в Триніті Коледжі в Дубліні. Вона остаточно переселилася до Ірландії та живе в Дубліні з 1990 року. У неї є подвійне громадянство, а саме: США та Італії.

## Кар'єра
Френч захоплювалася акторством та письменництвом з дитинства, але найбільше їй подобалась акторська гра. Вона вивчала професійну акторську майстерність у Трініті-коледжі та грала у кіно. Коли їй було за тридцять, її пристрасть до письменництва несподівано прокинулася. Її вибір жанру пов'язаний з глибоким інтересом до детективних та кримінальних романів, на яких вона зростала.
Вона почала писати свій дебютний роман у перервах між кастингами. Був опублікований у 2007 році під назвою «У лісовій гущавині». На 2015 рік було продано більше мільйона копій роману. Також було придбано права на екранізацію книжки як телесеріалу, а 2014 року популярний журнал заніс твір «У лісовій гущавині» до топ-50 найкращих дебютних романів у період з 1950 до 2014 року. Авторка книг, які просякнуті детективними розслідуваннями і містичними подіями, названа однією з найвідоміших і найперспективніших письменниць Ірландії.
З 1990 року письменниця з чоловіком і дочкою живе у Дубліні. 2014 року журнал «Flavorwire» додав роман до списку 50 найкращих дебютних романів з 1950 року.[джерело?]
Її наступний роман «Схожість» (англ. The Likeness) вийшов 2008 року та відразу високо злетів у списках бестселерів різних країн і декілька місяців стабільно залишався у списку бестселерів за версією «Нью-Йорк Таймс». В інтерв'ю з газетою «Гардіан» Френч сказала, що під час написання цієї книги на неї вплинув роман «Таємна історія» Донни Тартт, який показав, що дружба може бути достатньо потужною, щоб привести до вбивства.

## Твори
| Назва українською мовою | Назва мовою оригіналу | Серія               | № | Дата            | Видавництво    | ISBN                   |
| ----------------------- | --------------------- | ------------------- | - | --------------- | -------------- | ---------------------- |
| У лісовій гущавині      | In the Woods          | Dublin Murder Squad | 1 | 30 січня 2007   | Viking Penguin | ISBN 978-0-670-03860-2 |
| Схожість                | The Likeness          | Dublin Murder Squad | 2 | 17 липня 2008   | Viking Penguin | ISBN 978-0143115625    |
| Вірне місце             | Faithful Place        | Dublin Murder Squad | 3 | 13 липня 2010   | Viking Penguin | ISBN 978-0670021871    |
| Світанкова гавань       | Broken Harbour        | Dublin Murder Squad | 4 | 2 липня 2012    | Viking Penguin | ISBN 978-0-670-02365-3 |
| Потаємне місце          | The Secret Place      | Dublin Murder Squad | 5 | 28 серпня 2014  | Viking Penguin | ISBN 978-0-670-02632-6 |
| Правопорушник           | The Trespasser        | Dublin Murder Squad | 6 | 22 вересня 2016 | Viking Penguin | ISBN 978-1-444-75562-6 |
| Відьомський в'яз        | The Witch Elm         |                     |   | 9 жовтня 2018   | Viking Penguin | ISBN 978-0-735-22462-9 |
| Шукач                   | The Searcher          | Cal Hooper          | 1 | 2020            | Viking Penguin | ISBN 978-0-735-22465-0 |
|                         | The Hunter            | Cal Hooper          | 2 | 2024            | Viking Penguin | ISBN 978-0-241-68426-9 |

## Визнання
- 2007 — Фіналістка книжкових призів Лос-Анджелес Таймс за кращий трилер[11]
- 2008 — Премія Едгара Алана По за найкращий перший роман американського письменника за книгу «У лісовій гущавині»[12][13]
- 2008 — Премія Ентоні за найкращий перший роман за книгу «У лісовій гущавині»
- 2008 — Премія Мекавіті за найкращий перший роман за книгу «У лісовій гущавині»
- 2008 — Премія Баррі за найкращий перший роман «У лісовій гущавині»
- 2012 — Номінація на Дублінську літературну премію за книгу «Вірне місце»[14]
- 2012 — Ірландська книжкова премія[en] за книгу «Світанкова гавань»[15]
- 2012 — Книжковий приз Лос-Анджелес Таймс за найкращий трилер за книгу «Світанкова гавань»[16]